# Кламбер-спаниель
Кламбер-спаниель (англ. clumber spaniel) — порода собак, выведенная в Великобритании и входящая в группу спаниелей. Порода является самой крупной среди всех спаниелей. Название породы происходит от усадьбы Кламбер-парк в Ноттингемпшире (Великобритания). Порода выведена как подружейная и предназначена для охоты в сухопутной местности. Поведение собак этой породы отличается дружелюбием к членам семьи, но к посторонним может проявляться настороженность.
Кламберов разводили члены британской королевской семьи, в том числе принц Альберт (супруг королевы Виктории), короли Эдуард VII и Георг V. В 1884 году кламберы вошли в первый десяток пород, официально признанных Американским кеннель-клубом.

## История породы
Относительно происхождения породы существует две версии. Согласно первой, порода была выведена во Франции герцогом де Ноайлем. После начала Великой французской революции герцог переправил своих собак в Англию, в поместье герцога Ньюкастльского Кламбер-парк в Ноттингемпшире. Согласно второй версии, собака имеет британское происхождение и была выведена из старинных спаниелей путём прилития крови бассет-хаунда и сенбернара. Бесспорным является факт, что название породы происходит от усадьбы Кламбер-парк. Порода обязана своим развитием егерю герцога Ньюкастльского Уильяму Манселлу. Энтузиастом этой породы был принц Альберт, супруг королевы Виктории, а также его сын, король Эдуард VII. Порода демонстрируется на британских выставках с 1859 года.
До середины XIX века кламберов разводили исключительно аристократы, имевшие обширные охотничьи угодья. Во время Первой мировой войны поголовье собак этой породы значительно сократилось. Возрождением кламбера занялся в 20-е годы король Георг V. В Великобритании ежегодно регистрируется около 300 щенков кламбера, то есть порода является довольно редкой.
Разведение кламберов в России началось в начале 2000-х годов. Породное поголовье насчитывает несколько десятков животных.

## Внешний вид
Кламбер — самый массивный из спаниелей, высота в холке достигает полуметра. Голова объёмная, с характерным сонливо-мягким выражением морды. Нос имеет квадратную форму, уши напоминают по форме виноградные листья. На морде и передних лапах крап. Шерсть плотно прилегающая, прямая, на ушах, животе и ногах более длинная и шелковистая. Окрас преимущественно белый с крапом лимонного или оранжевого цвета вокруг глаз, на морде, передних лапах и у основания хвоста. Допустим также (хотя и очень редок) чисто белый окрас.

## Темперамент
Характер кламбера — «интеллигентный» и мягкий, однако возможна настороженность по отношению к незнакомцам. Кламбер использовался для охоты на фазана и куропатку. Хотя кламбер довольно медлителен по сравнению с другими спаниелями, он имеет преимущество в виде терпения и упорства.

## Здоровье
Возможен заворот век. Кламбер прекрасно себя чувствует в любую погоду.